# Centrale Commissie voor de Nederlandse Rechtstaal en Bestuurstaal in België
De Centrale Commissie voor de Nederlandse Rechtstaal en Bestuurstaal in België was een instantie die van 1923 tot 1941 Nederlandse vertalingen tot stand bracht van de Franstalige basiswetgeving van België. Deze vertalingen werden aangenomen per koninklijk besluit en waren dus officieel maar niet authentiek. Ze moesten worden gebruikt in het universitair rijksonderwijs en voor het opmaken van authentieke akten, maar ze hadden geen kracht van wet. Die laatste stap werd vanaf 1954 voorbereid door de Commissie-Van Dievoet.

## Geschiedenis
Sinds de Gelijkheidswet van 1898 moest alle wetgeving in de twee landstalen worden aangenomen, maar voor de wetgeving uit het verleden bood dit geen oplossing. Om toch minstens een semi-officiële tekst te hebben, werd in 1923 de centrale commissie opgericht bij koninklijk besluit. Dat gebeurde onder impuls van de Bond der Vlaamsche Rechtsgeleerden, na aandringen op het tiende Vlaams Rechtskundig Congres, dat in 1922 was gehouden in Brugge. Als voorzitter benoemde minister van Justitie Fulgence Masson de Vlaamsgezinde Brusselaar Hendrik de Hoon. Hij zou in 1932 worden opgevolgd door Emiel van Dievoet. 
Voor haar werk kon de centrale commissie rekenen op de steun van het Rechtskundig Tijdschrift en in het bijzonder van commissielid Karel Brants. Ze richtte zich sterk op de rechtstaal uit Nederland. Achtereenvolgens zorgde ze onder meer voor vertalingen van de Grondwet (1925), het Strafwetboek (1926), de Gemeentewet (1927), het Wetboek van Strafvordering, het Boswetboek (1937) en het Burgerlijk Wetboek (1939).

## Voetnoten
1. ↑  Het oprichtingsbesluit van 18 september 1923 (Belgisch Staatsblad van 28 september 1923) sprak van de Commissie voor de vertaling in het Vlaamsch van de bepalingen der Grondwet, der wetboeken, der voornaamste geldende wetten en besluiten waarvan geen officieele Vlaamsche tekst werd bekendgemaakt (Frans: Commission pour la traduction en flamand des dispositions de la Constitution, des Codes, des lois et règlements en vigueur dont il n'a pas été publié de texte officiel flamand).
2. ↑  Sebastiaan Vandenbogaerde, "Flawless in translation? Legal translations in the Flemish legal professional press (1889–1935)" in: Translation Policies in Legal and Institutional Settings, eds. Marie Bourguignon, Bieke Nouws en Heleen van Gerwen, 2021, p. 193. DOI:10.2307/j.ctv2269hww.11